# Crescentino
Crescentino (piemontiul: Chërsentin) település Olaszországban, Vercelli megyében. Lakosainak száma 7681 fő (2023. január 1.). Crescentino Brusasco, Fontanetto Po, Lamporo, Livorno Ferraris, Moncestino, Saluggia, Verolengo és Verrua Savoia községekkel határos.

## Népesség
A település népességének változása:
| Lakosok száma | 7867 | 7814 | 7681 |
|               | 2017 | 2018 | 2023 |